# Stephanie Storp
Stephanie Storp (née le 28 novembre 1968 à Brunswick) est une athlète allemande spécialiste du lancer du poids.

## Carrière

### Palmarès
Sauf contrindication, toutes les performances de Stephanie Storp résumées dans ce tableau ont été faites au lancer du poids.
| Date | Compétition                    | Lieu        | Résultat | Performance |
| ---- | ------------------------------ | ----------- | -------- | ----------- |
| 1986 | Championnats du monde junior   | Athènes     | 2e       | 18,20 m     |
| 1986 | Championnats du monde junior   | Athènes     | 4e       | 53,70 m     |
| 1987 | Championnats du monde          | Rome        | 10e      | 19,36 m     |
| 1989 | Championnats du monde en salle | Budapest    | 4e       | 19,63 m     |
| 1991 | Championnats du monde en salle | Séville     | 4e       | 19,43 m     |
| 1991 | Championnats du monde          | Tokyo       | 6e       | 19,50 m     |
| 1992 | Jeux olympiques d'été          | Barcelone   | 7e       | 19,10 m     |
| 1993 | Championnats du monde en salle | Toronto     | 2e       | 19,37 m     |
| 1993 | Championnats du monde          | Stuttgart   | 11e      | 18,83 m     |
| 1995 | Championnats du monde          | Göteborg    | 8e       | 18,81 m     |
| 1996 | Jeux olympiques d'été          | Atlanta     | 6e       | 19,06 m     |
| 1997 | Championnats du monde en salle | Paris-Bercy | 4e       | 18,80 m     |
| 1997 | Championnats du monde          | Athènes     | 3e       | 19,22 m     |

### Records
| Épreuve          | Performance | Lieu       | Date             |
| ---------------- | ----------- | ---------- | ---------------- |
| Lancer du poids  | 20,34 m     | Wolfsbourg | 1er juillet 1990 |
| Lancer du disque | 53,70 m     | Athènes    | 20 juillet 1986  |